# اندرو میلز (بازیکن فوتبال اهل انگلستان)
اندرو میلز (انگلیسی: Andrew Mills؛ زادهٔ ۱۲ دسامبر ۱۹۹۳) بازیکن فوتبال است.
از باشگاه‌هایی که در آن بازی کرده‌است می‌توان به باشگاه فوتبال اوسترشوندس اشاره کرد.